# Engelbert III (hrabia Mark)
Engelbert II (ur. ok. 28 lutego 1333 r., zm. 22 grudnia 1391 r.) – hrabia Mark od 1347 r.

## Życiorys
Engelbert był najstarszym synem hrabiego Mark Adolfa II i jego drugiej żony (pierwsze małżeństwo było bezdzietne) Małgorzaty, córki i dziedziczki hrabiego Kleve Dytryka VII. Po śmierci ojca odziedziczył hrabstwo Mark. 
Engelbert był wpływowym księciem i prowadził liczne wojny z sąsiadami. Wspierał swego młodszego brata Adolfa w staraniach o godności kościelne: najpierw biskupstwo Münsteru w 1357, a następnie arcybiskupstwo kolońskie w 1363. Ten jednak zrezygnował z tej ostatniej godności wobec pojawiającej się perspektywy odziedziczenia po matce hrabstwa Kleve. Po bezpotomnej śmierci stryja ich matki Jana w 1368, Adolf został hrabią Kleve, odstępując jednocześnie swemu starszemu bratu większość ziem tego hrabstwa na prawym brzegu Renu. W ten sposób Engelbert stał się najpotężniejszym świeckim księciem w Westfalii. W ostatnich latach życia Engelberta doszło do konfliktu braci z arcybiskupem Kolonii Fryderykiem z Saarwerden, który zgłosił pretensje do hrabstwa Kleve. Engelbert zmarł w trakcie tej wojny, a jego dziedzicem w Mark został Adolf, który zjednoczył w ten sposób w swoim ręku hrabstwa Mark i Kleve.

## Rodzina
Engelbert był dwukrotnie żonaty. Pierwszą jego żoną była Ryszarda, córka księcia Jülich Wilhelma I i wdowa po księciu Dolnej Bawarii Ottonie IV. Po jej śmierci poślubił Elżbietę, córkę hrabiego Vianden Szymona III. Jedynym legalnym potomkiem Engelberta była córka z pierwszego małżeństwa, Małgorzata, która została żoną Filipa VII, hrabiego Falkenstein-Münzenberg.